# Klementice
Klementice (s předložkou 2. pád do Klementic, 6. pád v Klementicích) jsou vesnice, místní část Kamenné. Ve vesnici žije 22 obyvatel.

## Geografická charakteristika
Katastrální území leží na hranicích okresů Třebíč a Žďár nad Sázavou nad údolím na pravé straně Kundelovského potoka. Zastavěná plocha vesnice klesá od 445 m n. m. na jihu k 435 m n. m. na severu u rybníčka. Leží na sever od mateřské obce a silnice č. II/390, na niž jsou napojeny silnicí č. III/3905.
Sousedními katastrálními územími mimo území Kamenné jsou Studnice a ve žďárském okrese Oslava.

## Historie
První písemná zmínka o Klementicích pochází z roku 1799. Tohoto roku byly založeny z rozhodnutí Joachyma rytíře Stettenhofen. Vesnici měl pojmenovat podle svého syna Klementa. Vedle Klementic založil i další dvě vesnice: Mihoukovice a Jáchymov (obě 1798). Pečeť vesnice pochází z roku 1801, během napoleonských válek nebyla vesnice napadena a sloužila jako útočiště pro dobytek i majetek okolních vesnic. Z roku 1840 pochází klementická kaplička s obrazem svaté Rodiny, stojící v těsné blízkosti vesnice.
Územněsprávně byly Klementice v letech 1869–1950 vedeny jako osada obce Tasova v okrese Velké Meziříčí, od roku 1961 pak jako část obce Kamenné v okrese Třebíč.
| Rok            | 1869 | 1880 | 1890 | 1900 | 1910 | 1921 | 1930 | 1950 | 1961 | 1970 | 1980 | 1991 | 2001 |
| -------------- | ---- | ---- | ---- | ---- | ---- | ---- | ---- | ---- | ---- | ---- | ---- | ---- | ---- |
| Počet obyvatel | 104  | 111  | 109  | 98   | 92   | 90   | 77   | 57   | 61   | 52   | 38   | 34   | 31   |

## Galerie

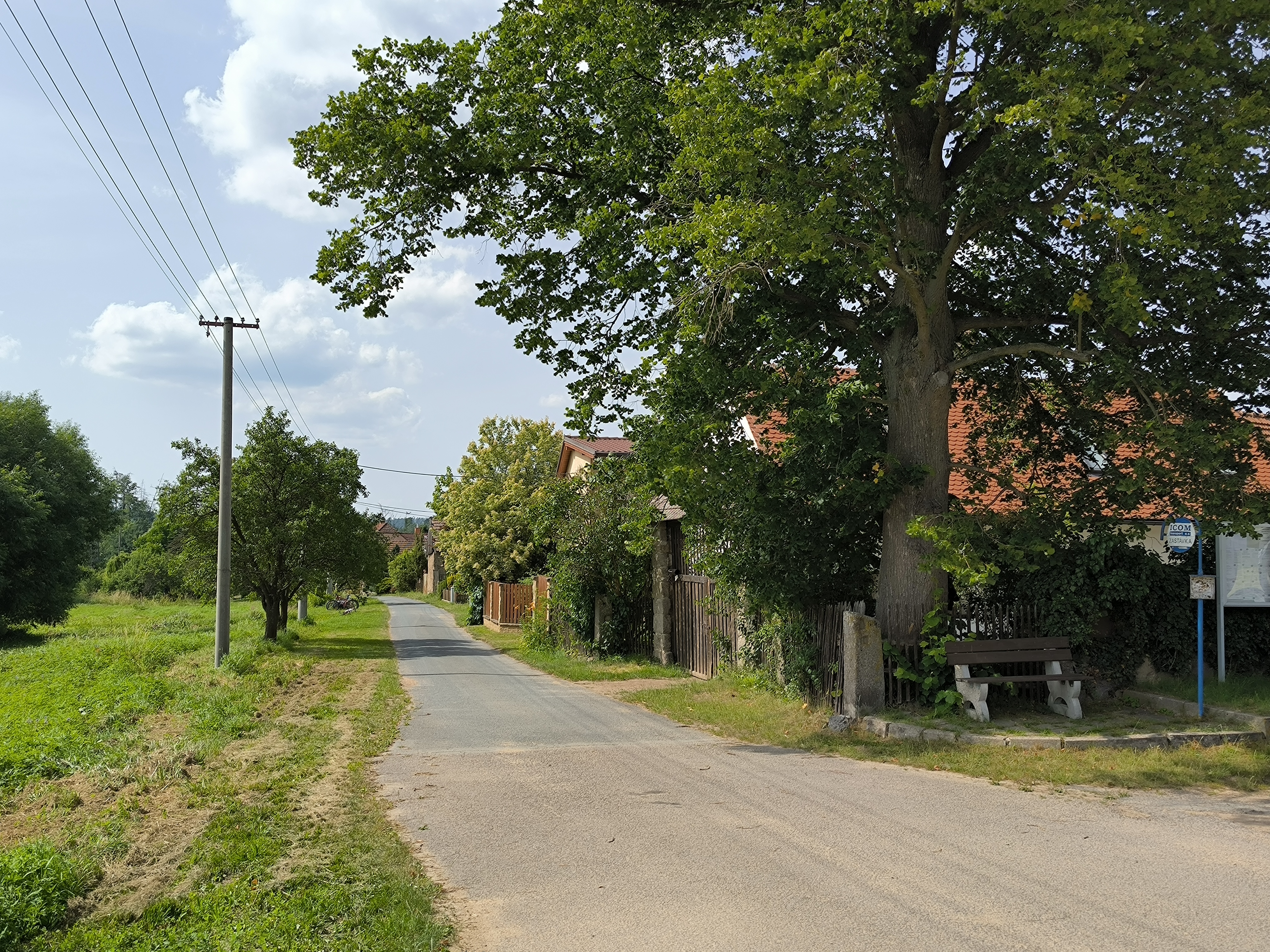
Západní část
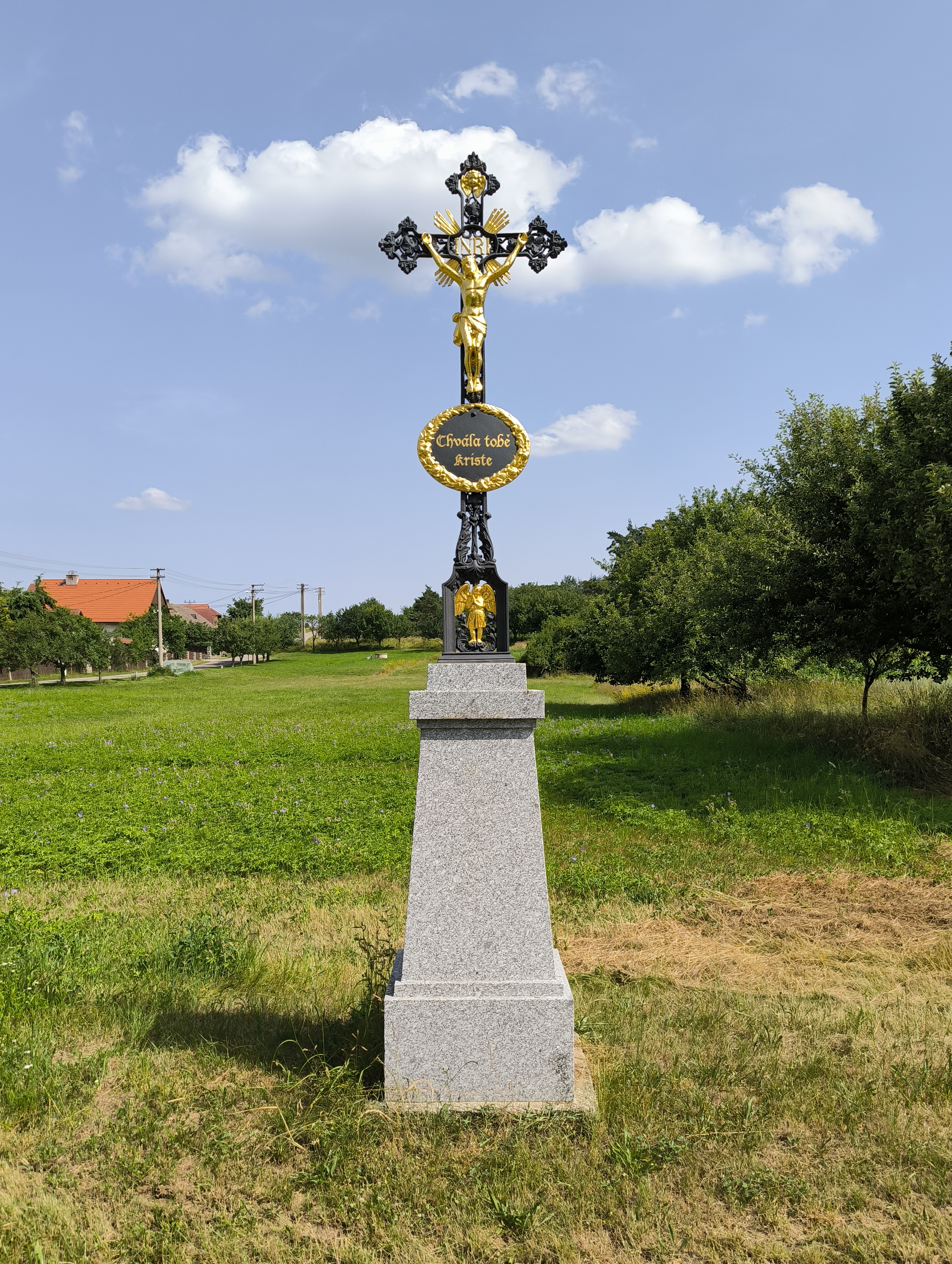
Kříž u kaple
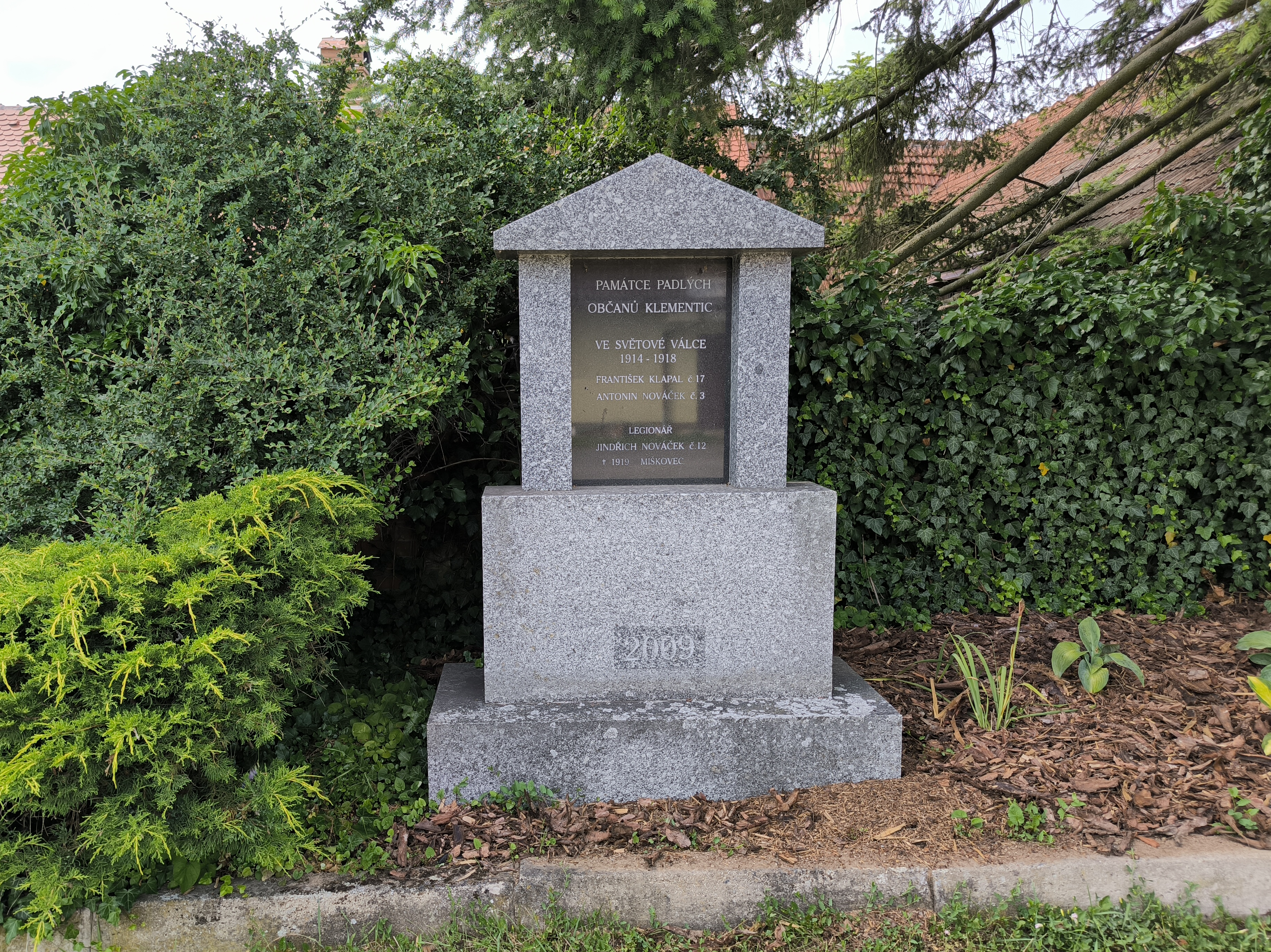
Pomník padlým